# Тенні (Міннесота)
Тенні (англ. Tenney) — місто в окрузі Вілкін, штат Міннесота, США.
Кадастрова площа 0,05 км² (суходіл, значимі для кадастру водні об'єкти відсутні).
Згідно з переписом 2002 року в місті проживають 6 осіб. Густота населення становить 115 ос./км².
- FIPS-код міста — 27-64426[4]
- GNIS-ідентифікатор — 0653086[5]